# 馬納維斯塔 (佛羅里達州)
馬納維斯塔（英語：Manavista）是位於美國佛羅里達州馬納提縣的一個非建制地區。該地的面積和人口皆未知。

## 地理
馬納維斯塔的座標為27°30′56″N 82°32′07″W / 27.51556°N 82.53528°W，而該地的平均海拔高度為1米（即3英尺）。